# Gea nilotica
Gea nilotica är en spindelart som beskrevs av Simon 1906. Gea nilotica ingår i släktet Gea och familjen hjulspindlar. Inga underarter finns listade i Catalogue of Life.